# Sociedad Serpiente
La Sociedad Serpiente (Serpent Society) es una organización ficticia de supervillanos con temática de serpientes que aparecen en los cómics estadounidenses publicados por Marvel Comics. La sociedad es una continuación del grupo original Escuadrón Serpiente y luego se transformó en Soluciones Serpiente. La Sociedad Serpiente apareció por primera vez en Capitán América # 310 (octubre de 1985) y fue creada por el escritor Mark Gruenwald y el artista Paul Neary. Soluciones Serpiente apareció por primera vez en Capitán América: Sam Wilson # 1 por el escritor Nick Spencer y el artista Daniel Acuña.
La Sociedad Serpiente fue formada por Sidewinder cuando reunió a varios villanos con poderes con temática de serpientes. El grupo se organizó más como un sindicato de supervillanos, con los miembros protegiéndose unos a otros, compartiendo ganancias, etc. La Sociedad aceptó trabajos para organizaciones criminales como HYDRA, Maggia, Kingpin y A.I.M.. Algunos de estos trabajos pusieron a la Sociedad Serpiente en conflicto con el Capitán América y sus socios. En un momento, Viper tomó el control de la Sociedad, conspirando para tomar el control de los Estados Unidos, pero finalmente fue frustrado por el Capitán América, D-Man, Nomad, Falcon y exmiembros de la Sociedad Serpiente. La Sociedad se reformaría brevemente a lo largo de los años, pero nunca tuvo mucho impacto.
Como parte de la nueva marca Marvel NOW!, un resucitado Viper (Jordan Stryke) tomó el control de la Sociedad Serpiente. Lo reorganizó como "Soluciones Serpiente" y brindó sus servicios a varias corporaciones. Soluciones Serpiente se opuso al nuevo Capitán América, anteriormente Falcon.
La Sociedad Serpiente ha aparecido en la serie de dibujos animados de Marvel The Avengers: Earth's Mightiest Heroes así como en la serie de anime Toei Marvel Disk Wars: The Avengers. La Sociedad Serpiente también fue parte del videojuego Captain America: The Winter Soldier. La Sociedad Serpiente aparecerá en la película del Universo cinematográfico de Marvel Captain America: Brave New World (2025).

## Concepto y creación
La Sociedad Serpiente apareció por primera vez en Capitán América # 310 (octubre de 1985) y fue creada por Mark Gruenwald y Paul Neary. Soluciones Serpiente apareció por primera vez en Capitán América: Sam Wilson # 1 por el escritor Nick Spencer y el artista Daniel Acuña.
La mayoría de los villanos que Mark Gruenwald presentó en Capitán América fueron creados para simbolizar aspectos de la cultura estadounidense contemporánea y la situación política mundial. En el caso de la Sociedad Serpiente, Gruenwald los creó para simbolizar los sindicatos.

## Historia del equipo ficticio

### Serpientes del Mundo, Unidas!
La Sociedad Serpiente fue fundada por Sidewinder y era una especie de descendiente de los dos originales del Escuadrón Serpiente. El primer escuadrón estaba formado por el original Viper, su hermano Anguila y la Cobra. El segundo escuadrón estaba formado por la segunda Viper (que también era antes Madame Hydra, Anguila, Princesa Python, Cobra y el señor de la guerra atlante Krang. Sidewinder lideró la tercera encarnación del Escuadrón que incluía a Anaconda, Mamba Negra y Death Adder. Ellos debían recuperar la legendaria Corona Serpiente de su tumba submarina en ese momento. Sidewinder usó su capa y abandonó a sus compañeros durante un percance submarino, y procedió a cobrar la recompensa por la Corona.
Anaconda, Mamba y Adder sobrevivieron y se enfrentaron a Sidewinder. Durante ese tiempo, Sidewinder había invertido el dinero y comenzado el trabajo preliminar para la Sociedad Serpiente. La Sociedad debía brindar a sus miembros un mejor acceso a la tecnología, mayor acceso a trabajos, salarios más altos, camaradería, alojamiento seguro y una serie de otros beneficios. Lo más importante es que con la capa de teletransportación de Sidewinder, los miembros nunca más tuvieron que temer el encarcelamiento. Era, esencialmente, un sindicato de supervillanos.
Después de persuadir a sus antiguos camaradas de su verdadera intención de mejorar su suerte (y pagar su parte de la recompensa más los intereses), les pidió que contactaran a otros criminales con temática de serpientes que incluían a Asp, Iguana, Constrictor, Cobra, Princesa Python, Viper, Rattler, Cottonmouth y Bushmaster. Viper se negó a asistir a la primera reunión inicial. Constrictor, que no estaba impresionado con los procedimientos, salió e intentó entregar el grupo a los Vengadores. Sidewinder, Anaconda, Mamba Negra, Death Adder, Asp, Iguana, Cottonmouth, Cobra, Bushmaster, Rattler y Princesa Python se convirtieron en miembros fundadores de la Sociedad Serpiente. Tenían su sede en Ciudadela Serpiente, que era un hospital psiquiátrico abandonado ubicado en el norte del estado de Nueva York. Sidewinder los envió a ponerse en contacto con varias organizaciones criminales, incluidas HYDRA, Maggia, Kingpin y A.I.M.. De A.I.M. recibieron su primera asignación de pago: la eliminación de su exlíder M.O.D.O.K. El éxito de la Sociedad en matar a M.O.D.O.K. cimentó rápidamente su reputación como talentos criminales de primer calibre. Capitán América intervino muchas veces durante sus primeros años, pero nunca pudo ponerlos fuera de servicio.
Dos miembros fundadores pronto dejaron la Sociedad. La Princesa Python huyó durante la asignación de M.O.D.O.K. y poco después fue expulsada de sus filas. Death Adder fue asesinado por Azote del Inframundo cuando fue enviado a rescatar a la Princesa a sus cohortes del Circo del Crimen.

### Guerra Serpiente
Más tarde, Viper envió un cuarto Escuadrón Serpiente (aunque no nombrado como tal) que consistía en Copperhead, Black Racer, Fer-de-Lance y Puff Adder para infiltrarse en la Sociedad con la intención de asesinar a Sidewinder y establecerse como la líder legítima. Cuando Sidewinder llevó a los cuatro a Ciudadela Serpiente, fue fácil para el resto de los aliados de Viper (Coachwhip, Boomslang, Slither y Rock Python) de asaltar el lugar. Muchos de los miembros fundadores se volcaron y apoyaron a Viper, mientras que Asp, Mamba Negra, Bushmaster e Iguana permanecieron leales a Sidewinder.
Viper usó la Sociedad y sus recursos para envenenar el suministro de agua de Washington D. C., lo que convirtió a sus ciudadanos en hombres serpientes. El caos resultante casi destruyó la capital. Iguana logró escapar con Sidewinder y solicitó ayuda al Capitán América (quien entonces era conocido como "El Capitán" mientras otro hombre vestía el traje y la identidad del Capitán América) y sus aliados Hombre Demolición, Nomad, Falcon y Vagabond. El equipo irrumpió en Ciudadela Serpiente, rescató a los miembros de la Sociedad que eran leales a Sidewinder y capturó a muchos otros. Viper, sin embargo, logró escapar.
Al final, Cobra sometió a Viper y la entregó al Capitán con la condición de que permitiera que la Sociedad Serpiente fuera evacuada 24 horas de su cuartel general. Cuando el Capitán rechazó el trato, Cobra entregó a Viper de todos modos.
Amargado por la traición, Sidewinder dejó la Sociedad y Cobra se convirtió en su nuevo líder, y finalmente se hizo llamar Rey Cobra. Con la excepción de Slither y la propia Viper, todos los agentes de Viper permanecieron con la Sociedad. La Sociedad se trasladó a una nueva sede secreta en el Bronx.

### El Juicio
Poco después, Iguana se involucró románticamente con el Capitán América y trató de dejar la Sociedad por completo para estar con él. A pesar de que ella era miembro de una organización criminal que él quería desesperadamente poner fuera de servicio, el Capitán América no la obligó a traicionar a sus compañeros. La Sociedad, sin embargo, tenía a Iguana bajo vigilancia y cuando se dieron cuenta de que ella había estado viendo al Capitán América socialmente, algunos miembros exigieron que fuera juzgada por traición.
Iguana fue declarada culpable. Todos los miembros votaron por su muerte excepto Asp, Mamba Negra, Bushmaster y Rock Python. La pena era la muerte por inyección, pero Rey Cobra dijo que conmutaría la sentencia si cooperaba con ellos al revelar la verdadera identidad del Capitán América. Iguana se negó, pero Mamba Negra alertó en secreto a Sidewinder, quien se teletransportó para salvar a Iguana en el último momento.
Iguana, buscando venganza contra la Sociedad, buscó a Paladín cuando el Capitán América no podía garantizar que Black Mamba y Asp tuvieran inmunidad contra el arresto. Los dos se infiltraron en la sede de la Sociedad, solo para ser capturados junto con Mamba y Asp. El Capitán América, por otro lado, desde su ciclo del cielo, vio un platillo de serpiente pilotado por Cottonmouth y Fer-de-Lance, que se dirigía de regreso al escondite de la Sociedad. Cap entró al escondite junto con el platillo y rápidamente sometió a las dos Serpientes. Rápidamente liberó a Iguana, Paladín, Mamba y Asp y juntos derribaron a la Sociedad. Todos los miembros fueron llevados a prisión con la excepción de Iguana, Asp y Mamba (Asp y Mamba finalmente recibieron inmunidad de arresto debido a su ayuda para derrotar a sus antiguos colegas). Anaconda, Puff Adder y Rock Python escaparon de la captura, ya que no estaban en el cuartel general en ese momento. Boomslang estaba en el hospital después de que unos matones le dispararan durante este período. Puff Adder y Rock Python finalmente fueron encarcelados después de haber sido expulsados de su Platillo Serpiente por MODAM. MODAM invitó a Anaconda, Mamba Negra, Asp y Iguana a unirse a las Femizons. Posteriormente, Mamba, Asp e Iguana formaron un nuevo equipo llamado BAD Girls, Inc. con su compañera Femizon Impala.
Después de pasar un tiempo en prisión, la Sociedad volvió a formarse, volviendo a sus viejas costumbres. Otro encuentro con el Capitán América y el ahora desaparecido equipo llamado Force Works parecía haberlos puesto fuera de servicio permanentemente; tanto Puff Adder como Mamba Negra dijeron más tarde que la Sociedad se había disuelto.

### Desunidos
Sin embargo, la Sociedad se volvió a formar una vez más en los vínculos de Capitán América / Vengadores Desunidos. Rey Cobra, Rattler, Bushmaster y un nuevo Death Adder habían ayudado a los Thunderbolts durante la historia de Civil War. Después de eso, los cuatro villanos han sido identificados como miembros de los 142 superhéroes registrados que aparecen en la portada del cómic Avengers: The Initiative # 1. Anaconda sirvió con el Seis Pack y más tarde fue derrotado por los Nuevos Guerreros; Iguana, Mamba Negra y Asp habían reformado BAD Girls, Inc.; Cottonmouth no había sido visto desde que escapó de la prisión con Ojo de Halcón, pero luego fue puesto nuevamente bajo custodia por S.H.I.E.L.D.

### 2008 - presente
Durante la historia de la "Invasión secreta" de 2008, en la que se descubrió que una raza de cambiaformas extraterrestres conocidos como los Skrull se habían involucrado en una invasión subversiva a largo plazo de la Tierra, la Sociedad Serpiente tomó como rehenes a varios civiles en un complejo en el Medio oeste estadounidense, alegando que se estaban protegiendo de los Skrulls. Nova y sus agentes del Cuerpo Nova los derrotaron en segundos.
La Sociedad Serpiente apareció en la historia de 2012 "Avengers vs. X-Men", durante la cual se enfrentaron a los X-Men. Luego fueron vistos luchando contra Taskmaster y Deadpool después de que Leviathan los contratara para capturar a Marcus Johnson.
Posteriormente, Sidewinder volvió a liderar la Sociedad Serpiente, que durante un esfuerzo, atacó al grupo de superhéroes que estaba protegido por Elektra. Habiendo estudiado a la Sociedad Serpiente y sus miembros mientras trabajaba para S.H.I.E.L.D., Elektra pudo derrotar a la Sociedad.
Como parte de la iniciativa de Marvel Comics 2015 All-New, All-Different Marvel, Jordan Stryke, también conocido como Viper, regresó de entre los muertos y se convirtió en líder de la Sociedad Serpiente. Remarcó al grupo como un negocio criminal llamado Soluciones Serpiente, que luego entró en conflicto con Sam Wilson, quien había asumido la identidad del Capitán América, y sus aliados, que incluían al ahora retirada Iguana. Después de que sus planes se frustraron, las autoridades arrestaron a la Sociedad Serpiente.
La mayoría de los miembros de Soluciones Serpiente escaparon de la prisión y se reunieron durante la historia de "Imperio Secreto" de 2017, incluido Slither, quien se reincorporó al grupo.
La Sociedad Serpiente fue vista a continuación trabajando con el nuevo Constrictor, el hijo del original. Había robado el Libro de Iron Fisti y planeaba vendérselo al enemigo de Iron Fist, Choshin. Esto llevó a una batalla entre las serpientes, los samuráis de Choshin y Iron Fist y Sabretooth. Iron Fist y Coachwhip fueron los dos últimos luchadores en pie, y Coachwhip reveló que la Sociedad no sabía que no era el verdadero Constrictor y que no les había dicho dónde escondió el libro.
Durante la despedida de soltero de Thing, Johnny Storm contrató sin saberlo a la Sociedad Serpiente como estríperes. Anaconda, Asp, Mamba Negra, Black Racer, Fer-de-Lance y Princesa Python saltaron del pastel de Thing y lucharon contra Thing y sus invitados sobrehumanos, incluidos el Capitán América, Iron Man, Thor, Pantera Negra, Doctor Strange, Luke Cage, Spider-Man, Rocket Raccoon y Thundra, entre otros. Las damas de la Sociedad Serpiente fueron finalmente derrotadas y detenidas.
En un preludio de la historia de "Hunted", la mayoría, si no todos, los miembros de la Sociedad Serpiente fueron capturados por Kraven el Cazador, Taskmaster y Hormiga Negra y obligados a participar en una cacería asesina organizada por Arcade. El alias Rey Cobra de Piet Voorhees fue seleccionado para ser miembro de los Seis Salvajes, mientras que el resto de los miembros de la Sociedad fueron colocados en jaulas eléctricas para esperar a que comenzara la cacería. Después de que comenzó la cacería, la Sociedad intentó luchar contra los drones robóticos controlados por los participantes adinerados, aunque se dieron cuenta de que estaban superados y huyeron con el resto de los supervillanos. Mientras huían, Cottonmouth y Mamba Negra comentaron que no creían que Viper fuera apto para ser el líder de la Sociedad Serpiente. Son salvados por el Buitre, quien asumió el cargo de líder de la banda de villanos. Luego, la Sociedad se unió a la lucha contra los cazadores. Después de que Kraven el Cazador hizo que Arcade bajara el campo de fuerza, se los ve con un Armadillo cargando hacia los oficiales de policía que los aguardan solo para ser sometidos por los Vengadores y los Cuatro Fantásticos.
Los miembros masculinos de la Sociedad Serpiente asistieron a la Tecnología Criminal Show Expo, donde MODOK se había disfrazado de Arnim Zola. M.O.D.O.K. siguió a los hombres al baño donde los golpeó hasta casi matarlos como venganza por su asesinato muchos años antes. Iron Man, que había estado trabajando con M.O.D.O.K. y disfrazado de agente de HYDRA, sugirió que escondieran a los supervillanos antes de que recuperaran la conciencia. Sin embargo, King Cobra se enteró de esto y alertó al resto de los supervillanos presentes sobre el plan de M.O.D.O.K. y Iron Man, lo que provocó que estallara una pelea.

## Miembros
Los miembros de la Sociedad Serpiente incluyen:

### Miembros fundadores
| Miembro                          | Primera impresión                            | Descripción |
| -------------------------------- | -------------------------------------------- | --- |
| Crótalo (Sidewinder)             | Marvel Two-in-One #64 (junio de 1980)        | Seth Voelker es un ex profesor de economía y fundador de la Sociedad Serpiente que poseía una capa que le permitía teletransportarse a sí mismo y a un compañero. Fue el líder del grupo hasta que el Escuadrón Serpiente de Viper se infiltró en la Sociedad, después de lo cual se retiró y dejó el liderazgo a Cobra. Años más tarde, se puso el disfraz de Sidewinder una vez más y asumió el liderazgo de la Sociedad Serpiente cuando fueron contratados por el Gremio de Asesinos para rastrear a la mercenaria Elektra. |
| Anaconda                         | Marvel Two-in-One #64 (junio de 1980)        | Blanche Sitznski es una extrabajadora siderúrgica de Pittsburgh, Pensilvania, que se sometió a una cirugía cibernética de la Corporación Roxxon que le dio brazos y piernas sobrehumanamente fuertes como tentáculos que usa para constreñir a sus enemigos. También le implantaron branquias que le permitieron respirar bajo el agua. Aunque no trabaja con la Sociedad, se sabe que Anaconda trabaja como mercenaria independiente con varios otros equipos, como Femizons, Six Pack y Doom Maidens. |
| Áspid (Asp)                      | Captain America #310 (octubre de 1985)       | Cleo Nefertiti es una mutante y ex estríper que genera una energía paralizante que resulta fatal para quienes permanecieron en estrecho contacto con ella durante periodos prolongados de tiempo. Ella puede canalizar esta energía en explosiones eléctricas, a las que llamó sus "explosiones de veneno" o "rayos de veneno" que pueden aturdir o paralizar a los seres vivos. |
| Mamba Negra (Black Mamba)        | Marvel Two-in-One #64 (junio de 1980)        | Tanya Sealy es una ex prostituta. Tiene una forma limitada de telepatía que le permite escanear los pensamientos de las personas cercanas, generalmente para encontrar una imagen de alguien que la persona aprecia. Luego manifiesta la Fuerza oscura en la imagen de esa persona querida, que a su vez, casi hipnóticamente seduce a su objetivo para que la abrace. Una vez que se establece el contacto físico, Mamba deja que la Fuerza Oscura constriña a sus víctimas hasta la muerte o, al menos, hasta la inconsciencia. A menudo, la víctima se encuentra en un estado de éxtasis o euforia demasiado profundo para siquiera darse cuenta. |
| Boa Constrictor (Bushmaster)     | Captain America #310 (octubre de 1985)       | Quincy McIver es un tetrapléjico que posee extremidades cibernéticas: dos brazos y una cola en el lugar de la mitad inferior de su cuerpo. Perdió los brazos y las piernas en un accidente de navegación mientras intentaba evadir a la policía bajo el agua. Poco después, la Corporación Roxxon lo equipó con brazos biónicos y una cola con forma de serpiente. Tomó el nombre de "Bushmaster" de su hermano caído (que usó el mismo nombre cuando murió en la batalla contra Luke Cage). |
| Cobra / Cobra Real               | Journey into Mystery #98 (noviembre de 1963) | Klaus Voorhees es un ex asistente de laboratorio, antiguo enemigo de Thor y socio de Mister Hyde. Posee una velocidad sobrehumana y un gran grado de flexibilidad, puede contorsionar su cuerpo en casi cualquier forma y es un habilidoso luchador. También complementa estas habilidades con una variedad de armamento, principalmente sus lanzadores de muñeca que disparan cualquier cosa, desde gas noqueador hasta dardos envenenados. Después de que Sidewinder se retiró, Cobra se convirtió en Rey Cobra y lideró el grupo. |
| Boa (Cottonmouth)                | Captain America #310 (octubre de 1985)       | Burchell Clemens es un supervillano con mandíbulas biónicas y dientes de acero. Puede extender su mandíbula inferior hasta un pie de su mandíbula superior. Sus mandíbulas poseen una fuerza sobrehumana y colmillos extremadamente afilados. Su motivo se basa en el mocasín de boca de algodón o de agua. |
| Víbora Mortal (Death Adder)      | Marvel Two-in-One #64 (junio de 1980)        | Roland Burroughs es un asesino mudo. Poseía garras extendidas que contenían veneno mortal, estaba bioingeniería con una cola biónica con púas venenosas y era totalmente anfibio. Poco después de las primeras misiones de la Sociedad Serpiente, Death Adder fue asesinado por Azote del Inframundo, pero más tarde fue revivido por Capucha. Más tarde fue asesinado de nuevo por el Agente Venom cuando era miembro de los Seis Salvajes del Maestro del Crimen. Su motivo se basa en la vipera aspis. |
| Iguana (Diamondback)             | Captain America #310 (octubre de 1985)       | Rachel Leighton es una acróbata que usa espadas arrojadizas en forma de diamante, muchas de las cuales están equipadas con cualquier cosa, desde veneno, explosivos, narcóticos y ácido. Ella desertó del equipo y finalmente se convirtió en la compañera y amante del Capitán América. Años más tarde, Diamondback se reincorporó temporalmente a la Sociedad Serpiente en busca de dinero, aunque una vez más se volvió contra sus antiguos camaradas. Su motivo se basa en la serpiente de cascabel de diamante occidental. |
| Princesa Pitón (Princess Python) | The Amazing Spider-Man #22 (marzo de 1965)   | Zelda DuBois es una criminal profesional y encantadora de serpientes. Ella es miembro del Circo del Crimen y tiene control sobre una gran python. Cuando la Sociedad Serpiente fue contratada para matar a M.O.D.O.K., la Princesa perdió los nervios y abandonó a sus compañeros durante la tarea de rastrearlo. Finalmente, la Sociedad la alcanzó, y Sidewinder (quien estaba más decepcionada con su actuación) tuvo su mente borrada y la expulsó de las filas de la Sociedad, a pesar de sus explicaciones. Varios años después, se reincorporó a la Sociedad Serpiente bajo el nuevo liderazgo y título de Soluciones Serpiente.              |
| Serpiente de Cascabel (Rattler)  | Captain America #310 (octubre de 1985)       | Gustav Krueger es un criminal polaco con una cola biónica que puede generar vibraciones. Quizás como resultado de sus poderes, es 85% sordo en ambos oídos y requiere audífonos. Fue asesinado por el nuevo Azote del Inframundo, aunque lo que parece ser un nuevo Rattler ha reaparecido desde entonces con Soluciones Serpiente. |

### Agentes de Viper
| Miembro                          | Primera impresión                    | Descripción |
| -------------------------------- | ------------------------------------ | --- |
| Víbora (Viper)                   | Captain America #110 (1969)          | Ophelia Sarkissian, también conocida como Madame Hydra, es la segunda persona que usa el nombre en clave de Viper. Ella comenzó a usar el nombre en clave después de que mató al Viper original (Jordan Stryke). Algún tiempo después de que Sidewinder había formado la Sociedad Serpiente, Viper se enteró y usó a sus propios criminales (Copperhead, Fer-de-Lance, Puff Adder y Black Racer) para infiltrarse en el grupo. Ella causó disensión entre las Serpientes, y varios de los miembros originales se unieron al lado de Viper. Juntos, expulsaron a Sidewinder y a sus leales. Sin embargo, el liderazgo de Viper en la Sociedad Serpiente duró poco, ya que el Capitán América frustró sus planes. Fue Cobra quien finalmente derrotó a Viper, lo que lo llevó a hacerse cargo de la organización. Desde entonces, ha abandonado la idea de liderar el grupo y no se la ha vuelto a ver con ellos desde entonces. |
| Culebra Negra (Black Racer)      | Captain America #337 (enero de 1988) | Ariana Siddiqi puede correr y moverse a una velocidad sobrehumana. Fue miembro del cuarto Escuadrón Serpiente junto con Copperhead, Fer-de-Lance y Puff Adder. Continuó con la Sociedad Serpiente, aunque apareció escasamente en las últimas apariciones del equipo. Al igual que Puff Adder, existen algunas contradicciones con su origen étnico, ya que ha sido vista como una mujer caucásica y una mujer afroamericana. Su motivo de serpiente se basa en la coluber constrictor. |
| Víbora Zumbadora (Boomslang)     | Captain America #341 (mayo de 1988)  | Marc Riemer es un criminal australiano que usa bumeranes en forma de serpiente, a los que llamó sus "sonidos de serpientes". También es un hábil combatiente desarmado. Se unió a la Sociedad Serpiente durante la toma de posesión de Madame Hydra. Después de que los miembros de una pandilla le dispararan mientras lo enviaban a espiar a Diamondback, Boomslang dejó la Sociedad Serpiente durante varios años. Recientemente se reincorporó al grupo bajo su nuevo nombre de Soluciones Serpiente. Su nombre es una elección extraña, ya que el boomslang no es autóctona de Australia y es en realidad sólo se encuentra en el África subsahariana. |
| Tralla (Coachwhip)               | Captain America #341 (mayo de 1988)  | Beatrix Keener es una mujer que empuña látigos de metal con la capacidad de generar electricidad. Ella, junto con Boomslang y Rock Python, se infiltró en la Sociedad Serpiente durante la toma de posesión de Madame Hydra. Ella se quedó con la organización después de la derrota de Madame Hydra y comenzó una relación con Rey Cobra cuando se convirtió en el nuevo líder. Constantemente usaba gafas de sol, y se daba a entender que usaba una peluca larga y blanca. Su motivo de serpiente se basa en la serpiente látigo. |
| Cabeza Cobriza (Copperhead)      | Captain America #337 (enero de 1988) | Davis Lawfers es el líder del llamado cuarto Escuadrón Serpiente (que también consta de Fer-de-Lance, Black Racer y Puff Adder), y uno de los secuaces más leales de Madame Hydra. Cuando Cobra se convirtió en el nuevo líder de la Sociedad, Copperhead dejó el grupo durante muchos años. Desde entonces ha regresado con la Sociedad Serpiente bajo un nuevo liderazgo. Copperhead no tiene poderes sobrehumanos, pero está equipado con un par de guanteletes que disparan ráfagas de energía y dardos envenenados. Para protegerse lleva un traje de malla de escamas de color cobre. Su motivo se basa en la cabeza de cobre. |
| Fer-de-Lance                     | Captain America #337 (enero de 1988) | Teresa Vasquez es una asesina profesional oriunda de Puerto Rico. Fer-de-lance tiene un par de "colmillos" retráctiles similares a los de Bushmaster. Junto con Copperhead, Black Racer y Puff Adder, Fer-de-Lance trabajó para Madame Hydra como parte del cuarto Escuadrón Serpiente. Cuando Sidewinder invitó al cuarteto a unirse a la Sociedad Serpiente, Madame Hydra comenzó su adquisición, pero fracasó. A pesar de esto, Fer-de-Lance continuó trabajando para la Sociedad Serpiente. Su motivo se basa en la víbora de cabeza de lanza. |
| Víbora del Desierto (Puff Adder) | Captain America #337 (enero de 1988) | Gordon "Gordo" Fraley es un mutante con el poder de respirar varios gases debilitantes (en un caso, el gas pudo devorar una cerradura de metal) e inflar su masa corporal hasta cierto punto. También tiene una fuerza sobrehumana y una mayor durabilidad física. Parece haber una confusión de qué raza es, se le ha representado como caucásico con tanta frecuencia como se le ha representado como negro. Puff Adder fue contratado por Madame Hydra para trabajar como parte del cuarto Escuadrón Serpiente con el fin de llamar la atención de la Sociedad Serpiente y eventualmente infiltrarse en el grupo. Desde entonces ha sido un miembro destacado de la Sociedad. Aunque se creía que había sido desactivado el día M, desde entonces ha aparecido con sus poderes intactos. Su motivo se basa en la víbora bufadora.                                                                                           |
| Pitón de Roca (Rock Python)      | Captain America #341 (mayo de 1988)  | M'Gula es un metalúrgico de Sudáfrica que sirvió al terrorista conocido como Viper. Su cuerpo es tan duro como el de su homónimo y lanza "huevos de serpiente" que estallan al impactar, enviando hebras enredadas de zarcillos metálicos. También parece tener una pequeña medida de fuerza sobrehumana: una vez colgó al Capitán América sobre el borde de un edificio por el tobillo con una sola mano; su cuerpo tiene la densidad de una roca. En un momento, Rock Python intentó retirarse de la villanía y trabajar como guardia de seguridad, pero desde entonces regresó a la Sociedad Serpiente cuando Jordan Stryke se hizo cargo de ellos y los renombró Soluciones Serpiente. Su motivo de serpiente se basa en la pitón de roca africana. |
| Compresor (Slither)              | Captain America Annual #4 (1977)     | Aaron Salomon es un mutante que anteriormente había sido miembro de Mutant Force. Tiene la cabeza de una serpiente mientras que el resto de su cuerpo es humanoide. Trabajó brevemente junto a la Sociedad Serpiente cuando Madame Hydra se infiltró en el grupo. Después de su derrota, dejó la Sociedad para unirse a Mutant Force, pero recientemente se ha reincorporado al grupo. |

### Miembros posteriores
| Miembro                     | Primera impresión                       | Descripción |
| --------------------------- | --------------------------------------- | --- |
| Constrictor                 | Infamous Iron Man #7 (junio de 2017)    | El hijo anónimo de Frank Payne se convirtió en el segundo Constrictor. Fue miembro de la Sociedad Serpiente durante su pelea con Iron Fist. |
| Víbora Mortal (Death Adder) | Nova #19 (enero de 2009)                | Theodore Scott es el segundo criminal en tomar el manto de Death Adder. A diferencia de Roland Burroughs, la cirugía para transformarlo en Death Adder no provocó mudez. Fue visto por primera vez trabajando como parte de los Thunderbolts con los miembros de la Sociedad Serpiente Rey Cobra, Rattler y Bushmaster. Desde entonces ha sido miembro permanente de la Sociedad Serpiente, y más tarde de Soluciones Serpiente, aunque se sabe muy poco sobre él. |
| Crótalo (Sidewinder)        | Iron Fist #1 (julio de 1998)            | Un segundo Sidewinder, sin nombre, fue empleado por la Sociedad Serpiente, pero fue asesinado en una misión que trabajaba para Death-Sting. |
| Crótalo (Sidewinder)        | Captain America #31 (noviembre de 2004) | Gregory Bryan fue el tercer hombre en tomar el nombre en clave Sidewinder y tiene las mismas habilidades que el original. Se le ha visto trabajando para Rey Cobra, aunque cuando Seth Voelkner, el Sidewinder original, regresó a una vida de crimen, se desconoce si Gregory Bryan continuó con la Sociedad Serpiente. |
| Víbora (Viper)              | Captain America #157 (1973)             | Jordan Stryke es el hermano de Leopold Stryke, la primera Anguila (Eel) y líder del Escuadrón Serpiente original. Fue asesinado por Madame Hydra, quien comenzó a usar el apodo de Viper. Desde entonces, ha regresado en circunstancias desconocidas, asumiendo el liderazgo de la Sociedad Serpiente y renombrándola como Soluciones Serpiente. |

## Otras versiones

### Exiles
Otra versión alternativa de la Sociedad Serpiente apareció en Exiles # 89. El equipo de Exiles tuvo que restaurar la Tierra # 27537. Los exiliados tuvieron dificultades para derrotar a la Sociedad, que consistía en Cobra, Anaconda, Bushmaster, Death Adder, Cottonmouth, Diamondback, Rattler, Sidewinder y una mujer sin nombre, pero finalmente los exiliados lograron ganar y se trasladaron a otra realidad. Lo que la Sociedad Serpiente estaba haciendo en esta Tierra nunca se reveló exactamente, aunque se reveló que previamente habían matado al Spider-Man de su realidad.

### Marvel Adventures
Marvel Adventures cuenta con los Hijos de las Serpientes como la Sociedad Serpiente. Sin embargo, finalmente apareció el grupo real, formado por Sidewinder, Cobra, Anaconda y Cottonmouth, y luchó contra Spider-Man. Conspiraron para convertir a los civiles de la ciudad en criaturas parecidas a serpientes envenenando el suministro de agua. Sin embargo, la interferencia de Spider-Man llevó al Lagarto a beber el veneno él mismo, convirtiéndose en una criatura reptil gigante. La Sociedad Serpiente, satisfecha con su éxito, se teletransportó, dejando a Spider-Man para luchar contra el Lagarto.

### Ultimate Marvel
En el universo Ultimate Marvel, la Sociedad Serpiente es en cambio una pandilla conocida como Serpent Skulls. Liderado por Crossbones, el grupo estaba formado por el segundo al mando Diamondback y los tenientes Black Racer, Sidewinder, Death Adder, King Cobra, Bushmaster y Anaconda. Cada miembro tenía sus propios subordinados temáticos para ese personaje: Sidewinder tenía varios hombres vestidos de chóferes, Black Racer tenía un grupo de ninjas, Death Adder dirigía un grupo de punks y Anaconda era la líder de una pandilla de motociclistas. Los Serpent Skulls se hicieron cargo de una instalación de Roxxon y comenzaron a distribuir drogas superpoderosas en Hell's Kitchen. Bushmaster fue asesinado por el Azote del Inframundo, un justiciero enmascarado que había atacado a miembros de pandillas. Los Serpent Skulls chocaron con los New Ultimates en varias ocasiones. En el enfrentamiento final, Death Adder fue asesinado por la Plaga, Diamondback huyó junto a Sidewinder ya que Bombshell, miembro de Ultimates, quería venganza por el asesinato de su novio Poey, y el resto de los Serpent Skulls fueron presuntamente arrestados y puestos bajo custodia.

### Tierra-33900
En la serie Vengadores dedicada a las Fuerzas Armadas de los Estados Unidos, la Sociedad Serpiente ataca un aeropuerto en busca del sargento Joe Wilton y su cartera que contiene una posible arma secreta. La membresía está formada por el líder Cobra, Viper (Murtaugh), Anguila, Death Adder (Scott) y Anaconda. Sus planes se ven frustrados por los Vengadores, así como por Anaconda, cuyo padre es un ex marine.

### Marvel Super Hero Adventures
En esta serie de cómics dirigida a lectores más jóvenes, la Serpent Society está formada por Rey Cobra, Anaconda, Bushmaster, Asp, Princesa Python y su nuevo recluta Garden Snake. El grupo planeaba robar millones de dólares en un astillero de Jersey City. Planearon usar a Garden Snake para encogerse y poder abrir la cerradura de la carga. Sin embargo, Spider-Man y Ms. Marvel descubrieron su plan. Con la ayuda de Garden Snake, Spider-Man y Ms. Marvel derrotaron a la Sociedad Serpiente.

## En otros medios

### Televisión
- La Sociedad Serpiente aparece en la serie animada The Avengers: Earth's Mightiest Heroes, que consta de Rey Cobra, Anaconda, Bushmaster, Death Adder, Rattler, Constrictor y Viper. En el episodio "Ultron-5", la Sociedad Serpiente se enfrenta a los Vengadores, tomando como rehenes a civiles inocentes en el subterráneo, pero el pacifismo de Hank Pym le permite a la Sociedad Serpiente tomar ventaja y escapar. En el episodio "Along Came a Spider...", Rey Cobra y Viper son detenidos por S.H.I.E.L.D.. Sin embargo, la Sociedad Serpiente los ataca y rescata antes de escapar a pesar de la intervención del Capitán América y Spider-Man. En el episodio "Yellowjacket", Hank Pym asume el alias titular y ataca a la Sociedad Serpiente antes de encogerlos y colocarlos en una prisión en miniatura. Si bien resulta inestable y la Sociedad Serpiente puede escapar y volver a su tamaño normal, son derrotados por los Vengadores.
- La Sociedad Serpiente aparece en la serie de anime Toei Marvel Disk Wars: The Avengers, que consta de Rey Cobra, Diamondback, Cottonmouth y una femenina Death Adder.
- La Sociedad Serpiente aparece en el episodio de la serie anime Marvel Future Avengers "Mission Black Market Auction", que consta de Diamondback, Asp y Mamba Negra.

### Película
- En una conferencia de prensa celebrada el 28 de octubre de 2014 que cubría la Fase Tres del Universo cinematográfico de Marvel, el presidente de Marvel Studios, Kevin Feige, anunció inicialmente que la secuela de Captain America: The Winter Soldier (2014) se titularía Captain America: Serpent Society como un rojo arenque antes de presentar a Chris Evans y Robert Downey Jr. al escenario y revelar el título real de la película como Capitán América: Civil War (2016).[54]
- La Sociedad Serpiente aparece en la película de MCU Captain America: Brave New World (2025), compuesta por Sidewinder y Copperhead.[55]Además, Diamondback debía aparecer antes de que sus escenas fueran cortadas de la película.[56]

### Videojuegos
La Sociedad Serpiente aparece en la adaptación del videojuego de Captain America: The Winter Soldier. Esta versión está dirigida por Rey Cobra y también consta de Diamondback y Puff Adder.

### Libros
La Sociedad Serpiente aparece en Marvel Avengers: The Serpent Society de Pat Shand, publicado por Joe Books Ltd. en 2017. Esta versión está dirigida por Mamba Negra y también consta de Anaconda, Bushmaster, Asp, Rey Cobra, Fer-de -Lance, Puff Adder y Copperhead.